# Unité urbaine de Souillac
L'unité urbaine de Souillac est une unité urbaine française centrée sur la ville de Souillac, dans le département du Lot.

## Données globales
En 2010, selon l'Insee, l'unité urbaine de Souillac est composée de deux communes du département du Lot.
Elle représentait le pôle urbain de l'aire urbaine de Souillac qui s'étendait sur six communes, dont celle de Cazoulès en Dordogne. En 2020, la notion d'aire urbaine a été abandonnée et remplacée par celle d'aire d'attraction d'une ville. L'aire d'attraction de Souillac est composée de onze communes dont Pechs-de-l'Espérance en Dordogne.
Dans le zonage 2020 de l'Insee, l'unité urbaine est composée des deux mêmes communes.

## Composition de l'unité urbaine
La liste ci-dessous, établie par ordre alphabétique, indique les communes appartenant à l'unité urbaine de Souillac, selon la délimitation de 2020, avec leur population municipale, issue du recensement le plus récent :
| Nom              | Code Insee | Département | Statut       | Superficie (km2) | Population (dernière pop. légale) | Densité (hab./km2) | Modifier                                    |
| ---------------- | ---------- | ----------- | ------------ | ---------------- | --------------------------------- | ------------------ | ------------------------------------------- |
| Lachapelle-Auzac | 46145      | Lot         | banlieue     | 31,34            | 796 (2022)                        | 25                 | modifier les données · modifier les données |
| Souillac         | 46309      | Lot         | ville-centre | 25,92            | 3 199 (2022)                      | 123                | modifier les données · modifier les données |

## Évolution démographique
L'évolution démographique ci-dessous concerne l'unité urbaine selon le périmètre défini en 2010.
| 1968  | 1975  | 1982  | 1990  | 1999  | 2006  | 2011  | 2016  | 2022  |
| ----- | ----- | ----- | ----- | ----- | ----- | ----- | ----- | ----- |
| 4 185 | 4 426 | 4 265 | 4 233 | 4 475 | 4 741 | 4 570 | 4 136 | 3 995 |

Histogramme

(élaboration graphique par Wikipédia)